# ドカベン プロ野球編
『ドカベン プロ野球編』は、水島新司の野球漫画。『週刊少年チャンピオン』にて1995年から2003年まで連載された。『ドカベン』『大甲子園』の続編にあたる。さらなる続編として、『ドカベン スーパースターズ編』『ドカベン ドリームトーナメント編』がある。
『ドカベン』『大甲子園』に登場した数々の高校球児たちが、今度は日本プロ野球の舞台で熱戦を繰り広げる。明訓高校の主人公・山田太郎や岩鬼、殿馬、里中、微笑、土井垣をはじめ、不知火、土門、犬飼兄弟ら、ライバルたちも実在球団に入団する。

## 時代設定
『ドカベン』の明訓高校編は1974年からの3年間が舞台になっているが、山田たちが3年になって以降は時代が不明確になっている。
『プロ野球編』では、山田たちが高3の春夏連覇をしたのが十数年未来にずれて1994年に変更されている（優勝旗に書かれている）。岩鬼は王貞治監督の福岡ダイエーホークスに入団。山田は東尾修監督の西武ライオンズに入り、里中は千葉ロッテマリーンズ。殿馬はオリックス・ブルーウェーブに入団し、イチローとチームメートになっている。微笑は第2期長嶋茂雄政権の巨人に入り、松井秀喜と同じチームに。
こうなると、山田たちは明訓入学から卒業･プロ入りまで20年かかっているが、作中での時間の経過はあくまで3年で卒業である。『プロ野球編』の時代設定にしたがえば、山田たちが明訓高校に入学したのは1992年春で、続いて高校2年の夏に弁慶高校に敗れ、土井垣将が日本ハムファイターズに、犬飼小次郎が福岡ダイエーホークス（高校編では南海ホークス）に入団したのは1993年になる。また『大甲子園』で山田と真田一球、中西球道らが対戦した高校3年夏の甲子園大会は、『プロ野球編』では1994年になる。

## 主な登場人物

### 前作からの登場人物
山田太郎(02)：（西武）
捕手。愛称は「ドカベン」。1994年のドラフト会議で、巨人・ダイエーを除く10球団からの1位指名を受け、西武ライオンズに入団。
岩鬼正美(05)：（ダイエー）
三塁手。学生帽と口にくわえたハッパがトレードマーク。
1994年のドラフト会議で、巨人との抽選の結果、1位指名で福岡ダイエーホークスに入団。
殿馬一人(04)：（オリックス）
二塁手。音楽が得意で、それらを生かした「秘打」が得意。「～づら」が口癖。
1994年のドラフト会議の5位指名で、オリックス・ブルーウェーブに入団。
里中智(01)：（ロッテ）
投手。「小さな巨人」の異名をとる。1994年のドラフト会議の3位指名で、千葉ロッテマリーンズに入団。
微笑三太郎(07)：（巨人）
外野手。いつでも笑顔。1994年のドラフト会議の3位指名で、読売ジャイアンツに入団。
土井垣将(02)：（日本ハム）
不知火守(01)：（日本ハム）
土門剛介(01)：（横浜）
影丸隼人(01)：（中日）
中二美夫(01)：（ヤクルト）
坂田三吉(01)：（近鉄）
犬飼小次郎(01)：（ダイエー）
犬飼武蔵(03)：（阪神）
犬神了(01)：（広島）
犬飼知三郎(01)：（西武）
投手。1997年のドラフト3位指名で、4球団競合の末西武ライオンズに入団。
中西球道(001)：（ロッテ）
投手。1999年のドラフト1位指名で、千葉ロッテマリーンズに入団。

### プロ野球編からの登場人物
プロ野球編のみに登場するキャラクター。この他の登場人物はドカベン スーパースターズ編の登場人物を参照。
鳴海章(69→42)：（ダイエー）
捕手。右投。連載初期にしばしば登場。試合に出場した描写はなく、打撃投手を務めていた。
名前は、小説家の鳴海章から。
亀岡偉民(02)：（ダイエー）
捕手。右投右打。1998年、ドラフト8位でダイエーに入団。鈍足だが、二軍では10回盗塁して全て成功というジンクスを持っていた。「卓」という亀を飼っている。
1998年5月に一軍昇格し、岩鬼が本塁打を打つとチームが負けるというジンクスを破るのに貢献した。以後登場はなし。
名前は、政治家で高校時代に江川卓とバッテリーを組んでいた亀岡偉民から。
兵働(119)：（巨人）
投手。左投左打。社会人出身。2000年、ドラフト7位で巨人に入団。ナックル、パームなどを持つ、身長210cmの軟投派投手。
2000年の西武とのオープン戦で日本シリーズを想定し、“山田殺し”として登板。ナックルやパームを駆使し、山田を封じ込めた。しかし同年の日本シリーズは巨人対ダイエーとなったため出番はなく、結局オープン戦以後登場はなし。
レオン・ダグラス(100)：（ヤクルト）
投手。右投右打。1997年の日本シリーズ第7戦で登板した。豪速球を持つが極度のノーコンで、性格も悪かったためアメリカ球界では2A止まりであった。1997年に来日した直後にシーズンが絶望的になるほどの肩のケガをしたが、驚異的な回復力で日本シリーズに間に合わせた。山田に三打席連続死球を与えたため、乱闘を引き起こしそうになった。
四打席目にその山田に本塁打を打たれるものの、直後に馬場敏史が2ランを放ち逆転。そのリードを守りきって完投勝利を収め、ヤクルトの日本一に貢献した。以後登場はしなかったが、「ドリームトーナメント編」において、2011年シーズン限りでの引退を表明したが、同トーナメントが行われるにあたり自ら志願して、対福岡ソフトバンクホークス戦に登板。これが引退登板となった。

### 球団関係者以外の実在の人物
以下の有名人がカメオ出演している。
- 伊東一雄（故人）

1994年のドラフト会議の司会役で登場。実際のドラフト会議の司会は、パ・リーグ広報部長最後の年となる1991年まで担当した。
- 関谷亜矢子（当時日本テレビアナウンサー）

岩鬼の大ファンの女子アナウンサーという設定で登場。岩鬼に対してヒーローインタビューも行った。
- 松本明子

テレビ番組のアポなし企画で山田太郎に直撃する設定で登場。実際に「電波少年」にて作者に登場させて欲しいと直撃したところ快諾してもらった。
- 籐子（tohko）

始球式に登場し、岩鬼にホームランを打たれる。記念のボールが貰えないと涙ぐんだが、岩鬼から記念バットを貰い、「こっちの方がよっぽどいい」とコメントした。
- 香川伸行（故人）
- 江夏豊
- 福井謙二（当時フジテレビアナウンサー）

## 書誌情報

### 単行本
- 水島新司 『ドカベン プロ野球編』 秋田書店〈少年チャンピオン・コミックス〉、全52巻
  1. 1995年6月9日発売[1]、ISBN 4-253-05555-9
  2. 1995年8月25日発売[2]、ISBN 4-253-05556-7
  3. 1995年11月20日発売[3]、ISBN 4-253-05557-5
  4. 1996年1月26日発売[4]、ISBN 4-253-05558-3
  5. 1996年3月26日発売[5]、ISBN 4-253-05559-1
  6. 1996年5月10日発売[6]、ISBN 4-253-05560-5
  7. 1996年7月15発売[7]、ISBN 4-253-05561-3
  8. 1996年9月13日発売[8]、ISBN 4-253-05562-1
  9. 1996年11月15発売[9]、ISBN 425305563X
  10. 1997年1月28日発売[10]、ISBN 4-253-05564-8
  11. 1997年3月10日発売[11]、ISBN 4-253-05565-6
  12. 1997年5月9日発売[12]、ISBN 4-253-05566-4
  13. 1997年7月15日発売[13]、ISBN 4-253-05567-2
  14. 1997年9月10日発売[14]、ISBN 4-253-05568-0
  15. 1997年11月12日発売[15]、ISBN 4-253-05569-9
  16. 1998年1月13日発売[16]、ISBN 4-253-05570-2
  17. 1998年3月10日発売[17]、ISBN 4-253-05571-0
  18. 1998年5月12日発売[18]、ISBN 4-253-05572-9
  19. 1998年7月17日発売[19]、ISBN 4-253-05573-7
  20. 1998年9月11日発売[20]、ISBN 4-253-05574-5
  21. 1998年11月13日発売[21]、ISBN 4-253-05575-3
  22. 1999年1月13日発売[22]、ISBN 4-253-05576-1
  23. 1999年4月2日発売[23]、ISBN 4-253-05577-X
  24. 1999年6月11日発売[24]、ISBN 4-253-05578-8
  25. 1999年8月19日発売[25]、ISBN 4-253-05579-6
  26. 1999年10月21日発売[26]、ISBN 4-253-05580-X
  27. 1999年12月9日発売[27]、ISBN 4-253-05581-8
  28. 2000年2月3日発売[28]、ISBN 4-253-05582-6
  29. 2000年4月3日発売[29]、ISBN 4-253-05583-4
  30. 2000年6月8日発売[30]、ISBN 4-253-05584-2
  31. 2000年8月3日発売[31]、ISBN 4-253-05585-0
  32. 2000年10月26日発売[32]、ISBN 4-253-05586-9
  33. 2000年12月7日発売[33]、ISBN 4-253-05587-7
  34. 2001年2月1日発売[34]、ISBN 4-253-05588-5
  35. 2001年4月26日発売[35]、ISBN 4-253-05589-3
  36. 2001年6月28日発売[36]、ISBN 4-253-05590-7
  37. 2001年8月9日発売[37]、ISBN 4-253-05591-5
  38. 2001年10月4日発売[38]、ISBN 4-253-05592-3
  39. 2001年12月6日発売[39]、ISBN 4-253-05593-1
  40. 2002年2月7日発売[40]、ISBN 4-253-05594-X
  41. 2002年4月11日発売[41]、ISBN 4-253-05595-8
  42. 2002年6月13日発売[42]、ISBN 4-253-05596-6
  43. 2002年8月8日発売[43]、ISBN 4-253-05597-4
  44. 2002年10月24日発売[44]、ISBN 4-253-05598-2
  45. 2002年12月5日発売[45]、ISBN 4-253-05599-0
  46. 2003年2月13日発売[46]、ISBN 4-253-05600-8
  47. 2003年4月17日発売[47]、ISBN 4-253-20453-8
  48. 2003年7月17日発売[48]、ISBN 4-253-20454-6
  49. 2003年10月2日発売[49]、ISBN 4-253-20455-4
  50. 2003年12月4日発売[50]、ISBN 4-253-20456-2
  51. 2004年2月2日発売[51]、ISBN 4-253-20457-0
  52. 2004年3月18日発売[52]、ISBN 4-253-20458-9

### 文庫版
- 水島新司 『ドカベン プロ野球編』 秋田書店〈秋田文庫〉、全26巻
  1. 2002年5月10日発売[53]、ISBN 4-253-17791-3
  2. 2002年7月10日発売[54]、ISBN 4-253-17792-1
  3. 2002年9月10日発売[55]、ISBN 4-253-17793-X
  4. 2002年11月8日発売[56]、ISBN 4-253-17794-8
  5. 2003年1月10日発売[57]、ISBN 4-253-17795-6
  6. 2003年3月6日発売[58]、ISBN 4-253-17796-4
  7. 2003年5月9日発売[59]、ISBN 4-253-17797-2
  8. 2003年7月10日発売[60]、ISBN 4-253-17798-0
  9. 2003年9月10日発売[61]、ISBN 4-253-17799-9
  10. 2003年11月7日発売[62]、ISBN 4-253-17800-6
  11. 2004年1月9日発売[63]、ISBN 4-253-17801-4
  12. 2004年3月10日発売[64]、ISBN 4-253-17802-2
  13. 2004年5月7日発売[65]、ISBN 4-253-17803-0
  14. 2004年7月9日発売[66]、ISBN 4-253-17804-9
  15. 2004年10月8日発売[67]、ISBN 4-253-17805-7
  16. 2005年1月12日発売[68]、ISBN 4-253-17806-5
  17. 2005年4月8日発売[69]、ISBN 4-253-17807-3
  18. 2005年7月8日発売[70]、ISBN 4-253-17808-1
  19. 2005年10月7日発売[71]、ISBN 4-253-17809-X
  20. 2006年1月10日発売[72]、ISBN 4-253-17810-3
  21. 2006年4月7日発売[73]、ISBN 4-253-17811-1
  22. 2006年7月7日発売[74]、ISBN 4-253-17813-8
  23. 2006年10月6日発売[75]、ISBN 4-253-17813-8
  24. 2007年1月10日発売[76]、ISBN 978-4-253-17814-3
  25. 2007年4月10日発売[77]、ISBN 978-4-253-17815-0
  26. 2007年7月10日発売[78]、ISBN 978-4-253-17816-7

## エピソード

### 復活のきっかけ
最初の構想では南海に山田を入団させ、プロ野球編を書く予定だったが、同じニックネームの香川伸行が南海に入団したことから「ドカベンは大甲子園で終わり」と作者は決めていた。しかし、当時西武ライオンズに所属していた清原和博にドカベンの文庫版第5巻の解説を頼んだ際、清原から「ドカベンは今どうしているんですか？」「僕はドカベンから四番打者の心得を学んだ」「ドカベンを再び描いてほしい」と頼まれ、復活を決意する。このいきさつは、単行本第1巻の帯もしくは文庫版ドカベン31巻でも述べられている。他当時オリックス・ブルーウェーブに所属していたイチローも「殿馬と一緒にプロでプレーしたい」と頼みこんだという（後述）。
「大甲子園」の作中でも、西武の打者山田と、巨人に入団し名実ともに「小さな巨人」となった里中の対決が描かれている。しかし、これは里中の夢の中の話である。

### 見所
他の野球漫画と一線を画すところは、公認野球規則を絡ませ、それが適用されるような場面を描いているのが随所に見られる。審判が作中で打者に規則を説明することにより、普段は気にならないような細かいルールを知ることとともに、注目されることが少ない審判にもスポットライトを当てている。
栄村隆康や定年前の村田康一など、パリーグ審判員と岩鬼との掛け合いは見ものである。また、特に福岡ドームのブルペンや選手サロン、ロッカールームなどあまりファンが見ることができない場所も描写されている。

### 所属チーム
キャラクターの所属チームにを決めるにあたっては、作者がかつて月刊ホークスで連載していたコラム『水島新司・新太郎の親子鷹』（2001年7月号掲載分）において、以下のようなエピソードが語られている。
- 山田は前述のとおり、作品復活のきっかけを作ってくれたのが清原なので、当時所属していた西武ライオンズに決まった。作者がホークスファンなので、主人公である山田は当然ダイエーに入団するだろうと思っていたファンも多かったらしく、連載開始直後は疑問を訴える手紙が多かったとのこと。山田をホークスに入団させなかったのは前述したように、香川の影響で「ホークスにドカベンが二人」になってしまうためである。
- 岩鬼は作者が一番好きなキャラクターであるため、迷うことなく作者が一番好きな球団である福岡ダイエーホークス（当時）に入団させた。
- 殿馬はイチローが「共にプレイしたい」と望んだため、当時所属していたオリックス・ブルーウェーブに入団。
- 里中はガムのCMに起用してもらいたいと思い、千葉ロッテマリーンズに入団させたがCMが実現したのは作品中のみであった。
- 微笑を始めとする、その他のキャラの所属チームが決まるまでの経緯は特に語られていない。

### 背番号
実在のプロ野球球団に架空の選手を入団させるにあたり、一番のネックとなったのが背番号である。登場人物が所属する球団の実在選手が多数登場する関係上、背番号をダブらせることは避けたかった作者が考えついたのが、「01」や「02」といった背番号である（西武・蔵獅子丸の「440」、ロッテ・中西球道の「001」など、一部3桁の背番号もある）。
「00」という背番号をつけたプロ野球選手は過去数名いたが、01や02はいなかった。しかし、1993年、当時阪神に在籍していた松永浩美が、開幕当初から故障が多発したのは自分がつけていた背番号「2」のせいだとして、シーズン途中に自ら背番号を「02」に変更することを申し出て、了承された。これが、00以外で10の位が0番台の二桁の背番号を付けた第1号となった。
作者はこれを参考に、登場人物の背番号を「01」や「02」などにすることで、実在選手との背番号の重複を避けることができた。ただし、山田に関しては入団した年には既に打撃投手の玉井信博が「02」をつけていたので、この点で矛盾が生じていることになる。
なお、現在「00」を除く0で始まる2桁の番号については打撃投手やブルペン捕手といった支配下外選手に限っての使用になっている。また、3桁の番号についても、支配下外選手と育成選手のみに使用が限定されている。2006年以降、支配下外選手及び育成選手が支配下選手登録をする場合は『0〜99番の1桁または2桁の整数（00も含む）のみしか使用できない』と規定されたためである。

### ドカベン訴訟
TBSで放送されていたバラエティー番組「ウンナンの桜吹雪は知っている」の中で、西武ライオンズ・渡辺久信投手が水島新司を提訴した、という設定で行われた。
訴訟の内容は、渡辺が当作品の第1巻において岩鬼にホームランを打たれている場面を指して、「俺は岩鬼にホームランを打たれるはずがない」と主張し、名誉棄損の損害賠償として「『ドカベン プロ野球編』の作品の中で、自分が新魔球（「ブルースカイフォーク」、実際には打者が空振りしたフォークが定義づけられている）の開発、完全試合達成の場面を描くこと」を命令として請求するというものだった。
訴訟は原告・渡辺久信の勝訴に終わり、要求も実現。水島は後に「(漫画の中での)ノーヒットノーラン記念」として球場まで渡辺に花束を持っていった（水島は「敗訴」したにもかかわらず、「これで作品に描くいいネタができた」と喜んでいた）。その後、渡辺は1996年6月11日、オリックス・ブルーウェーブを相手にノーヒットノーランを“本当に”達成し、水島は再び球場に花束を持っていくことになった。

### 時の流れ
プロ野球編と高校野球編との最大の相違点は、高校野球編が現実の時間の流れと全く関わりなく進行していたのに対して、プロ野球編はシーズン（1年）単位ではあるものの時間がリアルタイムで進行している事である。
それを顕著に示しているのが、山田太郎の妹・サチ子の成長である。高校野球編では小学校低学年だった彼女もリアルタイムで成長し、泣き虫だった性格も徐々に改善されて一人前の女性に成長する。その逆もあり、前作で先にプロ球団に入団した土井垣将、犬飼小次郎は当時の日本ハム、南海に入団したのに、殆ど同世代として登場し、その間の時間を空白にしている。
そして9年が経過し、FA権を獲得すると、総裁の崖渕壮兵衛が大リーグ入りを希望する山田世代の選手たちを日本球界に繋ぎ留めるために、パ・リーグに「東京スーパースターズ」と「四国アイアンドッグス」という2つの新球団を誕生させ、山田らはその2球団に移籍。これにより、作中のパ・リーグは従来の6球団から8球団に増加した。ちなみにその新球団にはプロでもない旧・ドカベンの旧友やライバルが集結したりと、やや強引な結末で続編「スーパースターズ編」へとシフトしていく事になる。

### 助っ人外国人
単行本17巻の作者コメントによると、助っ人外国人選手について作者は「現役バリバリの選手はおらず、その割には年俸だけは大リーガー並み。さらに腹が立つのは、それによって若手日本人選手の居場所が失われてしまっていること」と評しており、この事から作中に実在の助っ人外国人選手（特にアメリカ合衆国・中米諸国からの入団者）を登場させずにいる。もっとも、初期の頃は近鉄のラルフ・ブライアント、ダイエーのケビン・ミッチェル、日本ハムのティム・マッキントッシュ、西武のオレステス・デストラーデ、オリックスのD・J、トロイ・ニールなどが登場していた。しかし、1999年～2000年にかけて、ロドニー・ペドラザ、レオ・ゴメスが登場したのを最後に、実在の外国人選手は登場しなくなった（46巻において山田が小鶴誠が保持していたシーズン最多打点記録の161打点を更新する162打点目の本塁打を放った場面では、西武側の応援席にアレックス・カブレラの大旗が描かれていたものの作中にカブレラは一度も登場していない）。ただし、続編のスーパースターズ編では韓国の金泰均が登場しており、外国人監督に関しては2003年に日本ハムのトレイ・ヒルマン監督、スーパースターズ編ではロッテのボビー・バレンタイン監督が登場している他、外国籍であっても、来日後に日本の高校・大学・社会人を経てドラフト指名された選手（主に韓国・台湾出身者や日系ブラジル人など）や、出生時から日本で育った定住外国人（主に在日韓国・朝鮮人や華僑などで日本名を通名とする選手も含む）等、外国人枠の適用を受けない選手については、日本人選手に準じた扱いで登場する例がある。